# Clément Guillon
Clément Joseph Marie Raymond Guillon CIM (ur. 27 kwietnia 1932 w Saint Joseph du Dresny, zm. 9 lipca 2010) – francuski duchowny katolicki, biskup koadiutor 1988-1989 i biskup diecezjalny Quimper 1989-2007.

## Życiorys
Święcenia kapłańskie otrzymał 5 maja 1957.
17 marca 1988 papież Jan Paweł II mianował go biskupem koadiutorem Quimper. 10 kwietnia tego samego roku z rąk biskupa Francisa Barbu przyjął sakrę biskupią. 3 maja 1989 objął obowiązki biskupa diecezjalnego w tej samej diecezji. 7 grudnia 2007 na ręce papieża Benedykta XVI ze względu na wiek złożył rezygnację z zajmowanej funkcji. 
Zmarł 9 lipca 2010. 